# Samuel Cabanchik
Samuel Manuel Cabanchik (18 de agosto de 1958) es un filósofo, político y poeta argentino.

## Biografía

### Carrera como filósofo y escritor
Samuel Manuel Cabanchik nació en el año 1958, en la Ciudad de Buenos Aires, República Argentina. Es Doctor en Filosofía por la Universidad de Buenos Aires, especialista en Filosofía contemporánea, donde ejerce como profesor desde el año 1983, en las materias Filosofía Contemporánea y Fundamentos de Filosofía. Es Investigador Independiente del CONICET. Procura una síntesis superadora de la polarización entre la llamada “filosofía continental” y la “filosofía analítica”. [cita requerida]Un resultado de esa búsqueda puede encontrarse en su libro El abandono del mundo (2006), así como en otras publicaciones especializadas. Por otra parte, desde hace años trabaja en la elaboración ensayística como textualidad abierta al posible continuo de la filosofía y la poesía. Ha publicado quince libros y numerosos artículos y ensayos en medios nacionales e internacionales. Entre sus últimos libros publicados se mencionan: El poema ha sido escrito (2010), Wittgenstein (2010), Figuraciones de la comunidad (coeditor junto a A. Boverio 2014), Desde el palacio (2015), Alejandro Korn (2016),Mantel de hule (2018) y Nosotros valemos. Horizontes latinoamericanos del filosofar(2019), Humanismo y posthumanismo (2021), La redención de la realidad. Borges, una peripecia filosófica (2021). Fundó el Instituto H. A. Murena y dirigió su publicación virtual: www.espaciomurena.com. Ha producido también libros de texto para la enseñanza media: “Lógica y Teoría del Conocimiento” y “Antropología Filosófica y Estética” (junto a Alberto Damiani, ambos publicados por la editorial Longseller en el año 2002). Es Consejero Directivo en representación de los profesores de la Facultad de Filosofía y Letras (UBA), fue Secretario de Posgrado y Director del Departamento de Filosofía de la misma casa de estudios, habiendo sido elegido por los representantes de los tres claustros de la carrera.

### Senador nacional (2007-2013)
El 28 de octubre de 2007 se realizaron las elecciones nacionales, en las que se eligió al Presidente y Vicepresidente de la Nación, 24 Senadores y 130 Diputados. 
De acuerdo con la Constitución Nacional, cada distrito elige tres senadores, siendo adjudicados dos para la fórmula que obtenga más votos, y uno para la primera minoría. En la Ciudad Autónoma de Buenos Aires, la fórmula de la Coalición Cívica (integrada por María Eugenia Estenssoro y Samuel Cabanchik) obtuvo el primer lugar con 513.542 votos, o el 28,53% del total. En segundo lugar se ubicó la fórmula del Frente para la Victoria, encabezada por Daniel Filmus, con 395 192 votos (21,96 %)
Desde 2014 es director general del Centro de Agrupaciones de Parlamentarios Argentinos de Amistad.